# Frosta (azienda)
La Frosta Aktiengesellschaft (FRoSTA) è una società tedesca operativa nell'industria alimentare con sede a Bremerhaven.
Produce piatti surgelati, di pesce, verdure, frutta. Commercializza nella piccola e grande distribuzione. Frosta AG ha tre centri di produzione in Germania (Bremerhaven, Lommatzsch e Bobenheim-Roxheim) e uno in Polonia (Bydgoszcz), e centri logistici a Vienna, Praga, Budapest, Bucarest e Roma.

## Storia

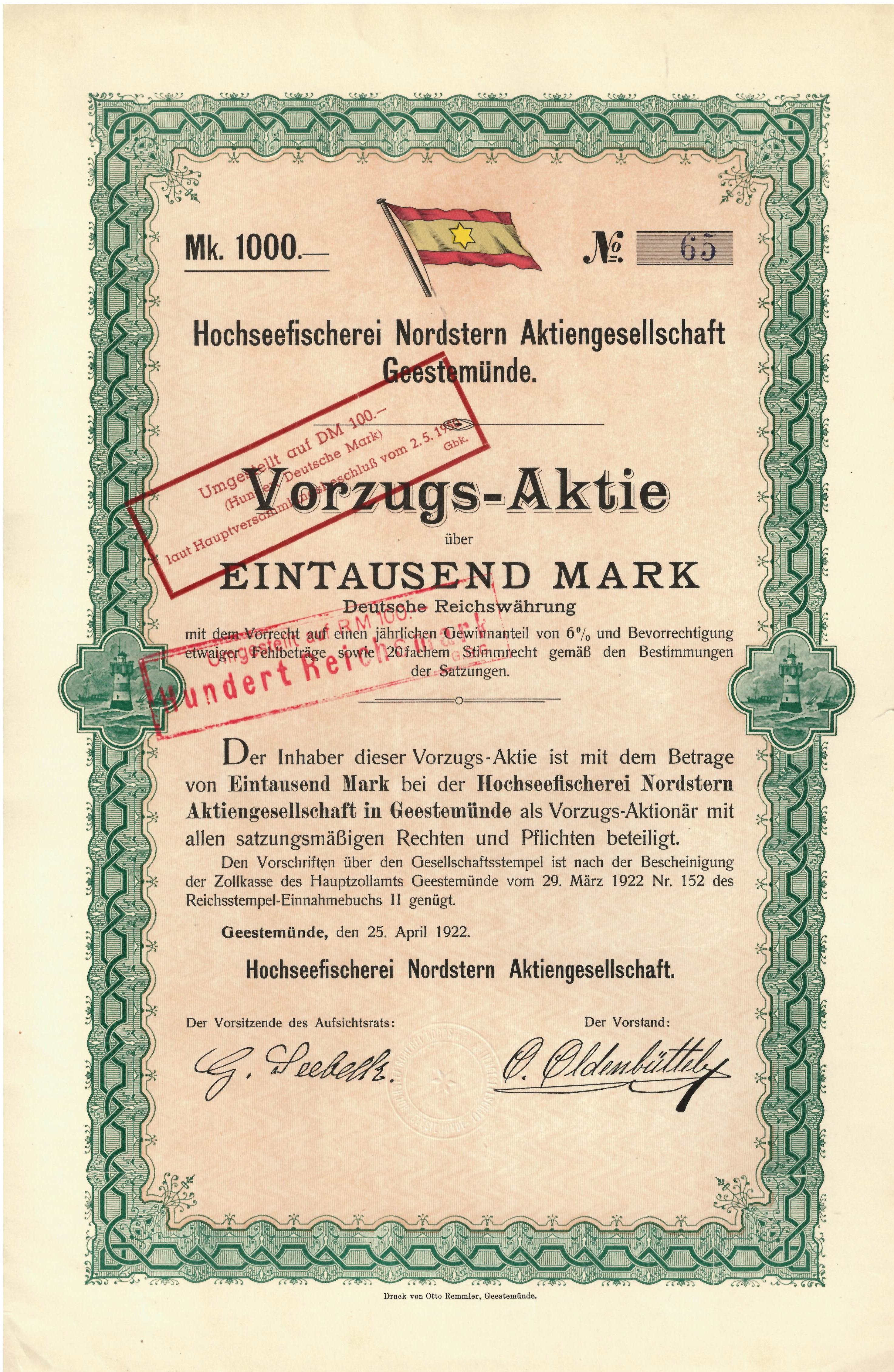
Cedola azionaria di 1000 DM della Hochseefischerei Nordstern AG del 25 aprile 1922

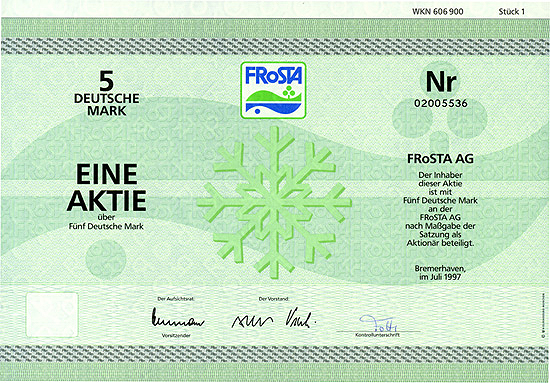
Azione della Frosta AG di oltre 5 DM, Brema, luglio 1997

L'inizio della Frosta AG risale alla società di pesca d'altura Nordstern AG il 20 gennaio 1905. Viene registrata a Bremerhaven il 31 gennaio 1905.
Durante la prima guerra mondiale vengono requisite, dalla Kaiserliche Marine, i pescherecci; Nel 1919 verranno restituite sei navi. Tre navi esploderanno causa mine marine nel mare del nord. Due nuove navi verranno approntate alla fine del 1919.
Con la seconda guerra mondiale nel 1939 la società Hochseefischerei Nordstern AG avrà dodici pescherecci. Ne rimarranno tre alla fine della guerra.
Nel 1954 viene fondata da Adolf Ahlers la compagnia di navigazione „Maria von Jewer“. La „Sagitta“ nel 1957 viene utilizzata con celle frigorifere a bordo.
Nel 1961 muore Adolf Ahlers e il figlio Dirk Ahlers crea la marca „FRoSTA“ della  con la società Frosta Handelsgesellschaft mbH. Dopo due anni viene acquisita la società del 1884 F. Schottke Seefisch-Großhandlung. Nel 1970 viene venduta la flotta di pescherecci.
Dal 1978 al 1987 viene sviluppata la struttura societaria atta alla produzione e commercializzazione di piatti pronti surgelati, viene acquisita la Rheintal Tiefkühlkost GmbH (già Raiffeisen Tiefkühlkost GmbH). Nel 1985 fondata la associazione Deutsche Fischfang-Union. Nel 1988 avviene la fusione con la Nordstern Lebensmittel AG. Nel 1990 viene acquisita la ex DDR Elbtal Tiefkühlkost GmbH. Sette anni dopo nasce la FRoSTA AG.
Dal 2003 viene dichiarata la norma di purezza „Frosta-Reinheitsgebot“. Dal 2018 FRoSTA non è più presente sul mercato russo.

## Prodotti

Logo dei surgelati Frosta

- Piatti pronti di pesce, carne e verdure
- Pesce, bastoncini di pesce
- Verdure, frutta e crauti

## Marchi
- Frosta (piatti pronti)
- tiko (pesce e  piatti)
- Elbtal (verdure)
- Frosta Foodservice per il catering

### Società controllate
Frosta AG controlla le seguenti società:
- COPACK Tiefkühlkost-Produktions GmbH, Germania
- COPACK France S.a.r.l., Francia
- COPACK S.r.l., Italia
- Frosta Tiefkühlkost GmbH, Germania
- Frosta Foodservice GmbH, Germania
- Frosta Italia S. r. l., Italia
- Frosta CR s.r.o., Repubblica Ceca
- Frosta Sp.z o.o., Polonia
- FRoSTA S.r.l., Itala

Indipendenti:
- Frosta Romania S.r.l., Romania
- Nordstern America Inc., USA
- 000 Frosta, Russia
- Frosta Hungary Kft., Ungheria
- COPACK Sp.z.o.o., Polonia
- 33,33% della Columbus Spedition GmbH.
- 45% della BIO-FROST Westhof GmbH viene venduta nel 2016.[11]

## Dichiarazione di purezza
Dal 2003 Frosta produce secondo una „Original Frosta Reinheitsgebot“. Tutti i prodotti sono senza coloranti, aromi, esaltatori di sapidità, emulsionanti, stabilizzatori, modificazioni chimiche.